# 溴化羟胺
溴化羟胺是一种无机化合物，化学式为NH2OH2Br。它可由硫酸羥胺和溴化钡反应得到，或者由氯化羟胺在氢溴酸溶液中通过蒸发结晶得到。它可以用于制备含一氧化二氮配体的配合物。
溴化羟胺和氯化羟胺同构，空间群{\displaystyle C_{2h}^{5}}-P21/c，晶胞参数a=7.29, b=6.13, c=8.04 A; β=120.8°。它和氯化羟胺相比，是更强的还原剂。